# Göteborgsbrigaden
Göteborgsbrigaden (IB 47) var en infanteribrigad inom svenska armén som verkade i olika former åren 1949–1992. Förbandsledningen var förlagd i Uddevalla garnison i Uddevalla.

## Historik
Göteborgsbrigaden tillkom genom försvarsbeslutet 1948, då fältregementet Göteborgs regemente omorganiserades åren 1949–1951 till en infanteribrigad.
År 1988 hade överbefälhavaren Bengt Gustafsson, på uppdrag av Regeringen Carlsson I, tillsatt en utredning om arméns utveckling, vilket mynnade ut i Försvarsutredning 88. I utredningen och regeringens proposition ställdes grundutbildningen vid Bohusläns regemente (I 17), det vill säga bemanningen av Göteborgsbrigaden och dess systerbrigad Bohusbrigaden (IB 17), mot utbildningen av brigaderna vid Älvsborgs regemente (I 15/Fo 34) och Hallands regemente (I 16/Fo 31).
Älvsborgs regemente med dess brigader ansågs ur beredskapssynpunkt lämpligt, med hänsyn till dess närheten till Landvetter och Göteborg, men även det centrala läget i västra Sverige sett ur resesynpunkt för de värnpliktiga. Hallands regemente ansågs ha goda möjligheter att utbilda en infanteribrigad för denna del av landet. Till fördel för Älvsborgs regemente (I 15/Fo 34) och Hallands regemente (I 16/Fo 31) var även att de båda var försvarsområdesregementen medan det territoriella ansvaret för Göteborgs och Bohus försvarsområde upprätthölls av Västkustens marinkommando. Regeringen förslog därmed att Bohusläns regemente (I 17) med dess två brigader skulle avvecklas.
Riksdagen antog i december 1989 regeringens proposition om att arméns nya grund- och krigsorganisation från den 1 juli 1992, vilken bland annat skulle bestå av 18 brigader (en minskning med 11 brigader). Göteborgsbrigaden upplöstes tillsammans med sin systerbrigad och regementet den 30 juni 1992.

## Verksamhet
I samband med försvarsbeslutet 1968 kom brigaden på sikt att bli Bohusläns regemente så kallade anfallsbrigad, då ekonomin inom försvaret ej tillät modernisering av samtliga brigader. Under brigadens aktiva tid kom den att organiseras efter förbandstyperna IB 49, IB 59 IB 66 och IB 77. Spaningskompaniet och de tre skyttebataljonerna utbildades vid Bohusläns regemente, medan övriga enheter utbildades vid arméns övriga truppslag.

### Bataljoner
Med IB 77-organisationen, kom brigaden till stora delar att organiseras enligt nedan.
| - 47. Infanteribrigadstab - 47. brigadspaningskompani - 47. brigadpansarvärnskompani - 47. brigadluftvärnskompani - 47. bandpansarvärnskompani | - 1. brigadskyttebataljonen - 2. brigadskyttebataljonen - 3. brigadskyttebataljonen - 47. brigadunderhållsbataljon - 47. brigadingenjörsbataljon |

## Förbandschefer
Brigadchefer åren 1949–1992.

- 1949–1992: ?

## Namn, beteckning och förläggning
| Göteborgsbrigaden | 1949-10-01 | – | 1992-06-30 |

| IB 47 | 1949-10-01 | – | 1992-06-30 |

| Uddevalla garnison (F) | 1949-10-01 | – | 1992-06-30 |